# إنغريد بيت
إنغريد بيت (بالإنجليزية: Ingrid Pitt)‏ هي ممثلة بولندية وبريطانية، ولدت في 21 نوفمبر 1937 بوارسو في بولندا، وتوفيت في 23 نوفمبر 2010 في المملكة المتحدة. بدأت مشوارها المهني سنة 1965.

## أعمال

### أفلام
- (1965) دكتور جيفاغو
- (1966) شيء مضحك حدث في الطريق إلى المحكمة

## وصلات خارجية
- إنغريد بيت على موقع IMDb (الإنجليزية)
- إنغريد بيت على موقع ألو سيني (الفرنسية)
- إنغريد بيت على موقع ميوزك برينز (الإنجليزية)
- إنغريد بيت على موقع أول موفي (الإنجليزية)
- إنغريد بيت على موقع قاعدة بيانات الأفلام السويدية (السويدية)
- إنغريد بيت على موقع إن إن دي بي (الإنجليزية)
- إنغريد بيت على موقع ديسكوغز (الإنجليزية)
- إنغريد بيت على موقع قاعدة بيانات الفيلم (الإنجليزية)
- إنغريد بيت على موقع كينوبويسك (الروسية)